# Eagarville
Eagarville és una població dels Estats Units a l'estat d'Illinois. Segons el cens del 2000 tenia 128 habitants.

## Demografia
Segons el cens del 2000, Eagarville tenia 128 habitants, 45 habitatges, i 34 famílies. La densitat de població era de 53,1 habitants/km².
Dels 45 habitatges en un 33,3% hi vivien nens de menys de 18 anys, en un 68,9% hi vivien parelles casades, en un 4,4% dones solteres, i en un 24,4% no eren unitats familiars. En el 22,2% dels habitatges hi vivien persones soles el 13,3% de les quals corresponia a persones de 65 anys o més que vivien soles. El nombre mitjà de persones vivint en cada habitatge era de 2,84 i el nombre mitjà de persones que vivien en cada família era de 3,38.
Per edats la població es repartia de la següent manera: un 31,3% tenia menys de 18 anys, un 6,3% entre 18 i 24, un 26,6% entre 25 i 44, un 23,4% de 45 a 60 i un 12,5% 65 anys o més.
L'edat mediana era de 36 anys. Per cada 100 dones de 18 o més anys hi havia 109,5 homes.
La renda mediana per habitatge era de 31.667 $ i la renda mediana per família de 40.500 $. Els homes tenien una renda mediana de 32.250 $ mentre que les dones 25.000 $. La renda per capita de la població era de 18.605 $. Aproximadament el 7,1% de les famílies i el 4,2% de la població estaven per davall del llindar de pobresa.

## Poblacions properes
El següent diagrama mostra les poblacions més properes.